# NGC 1525
NGC 1525 (również NGC 1516B, NGC 1516-2 lub PGC 14516) – galaktyka spiralna (Sc), znajdująca się w gwiazdozbiorze Erydanu. Tworzy parę z sąsiednią NGC 1524 (NGC 1525 jest wysunięta bardziej na południe).
Ta para galaktyk została odkryta przez Williama Herschela 30 stycznia 1786 roku i skatalogowana później przez Dreyera jako NGC 1516, jednak Herschel widział je przez swój teleskop jako pojedynczy obiekt. Dopiero po niemal stu latach, 31 grudnia 1885 roku, Ormond Stone odkrył, że są to dwie galaktyki.